# Kisselbach (Rhein)
Der Kisselbach ist ein gut acht Kilometer langer grobmaterialreicher, silikatischer Mittelgebirgsbach im hessischen Rheingau-Taunus-Kreis und ein nordnordwestlicher und rechter Zufluss des Rheins.

## Name

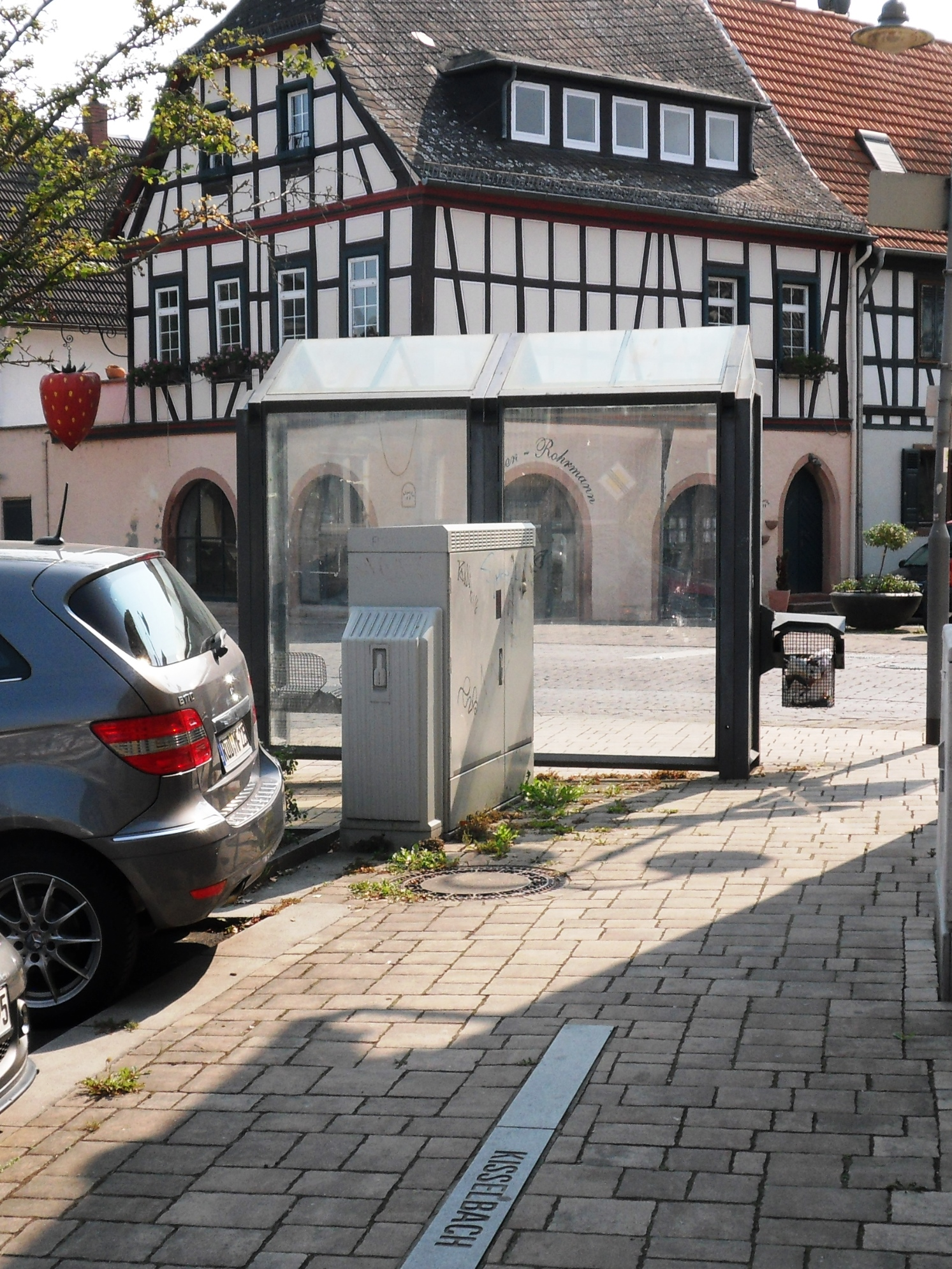
Markierung des unterirdischen Kisselbachlaufs am Markt in Erbach

Der Kisselbach wird nicht nur in der Liegenschaftskarte und den aktuellen topographischen Karten so bezeichnet, sondern dieser Name ist auch in Erbach selbst gebräuchlich. Historische Karten belegen jedoch die Bezeichnung „Eberbach“ ab dem Kloster Eberbach.
Auf traditionellen topographischen Karten trägt er am Oberlauf die Bezeichnung „Kisselbach“, im mittleren Bereich wird er „Eberbach“ genannt und am Unterlauf „Erbach“.

## Geographie

### Quellgebiet
Der Kisselbach entspringt in der Waldgemarkung des Oestrich-Winkeler Stadtteils Hallgarten auf einer Höhe von ungefähr 560 m ü. NHN etwa hundert Meter östlich des Rheinhöhenwegs in einem Nadelwald am Osthang des Bergsattels zwischen der Kalten Herberge, dem höchsten Berg des Rheingaugebirges, und der von einem Aussichtsturm gekrönten Hallgarter Zange (580,5 m). Dieser Quellort reicht 300 Meter über das Ende der WRRL-Kilometrierung (km 8,2) hinaus, die insoweit nicht dem Bild der topographischen Hintergrundkarte folgt; der Talweg von der Quelle bis zur Mündung misst mithin 8,5 Kilometer. Die Lage des Quellgebiets ist gekennzeichnet durch den Umstand, dass dieses eingebettet ist zwischen dem Taunushauptkamm mit der Kalten Herberge und dem Erbacher Kopf (580 m) im Norden einerseits und dem Nordhang der Hallgarter Zange andererseits, die der Kammlinie rund 1400 Meter nach Süden vorgelagert ist. Zwar liegt die zu Hallgarten gehörende Siedlung Am Rebhang  nur gut einen Kilometer südöstlich der Quelle, allerdings führt der Weg von der Siedlung über 200 Höhenmeter aufwärts und rund um die „Zange“ herum.
Im Umkreis von Kalter Herberge und Hallgarter Zange entspringt eine Reihe weiterer Bäche, die verschiedenen Richtungen zustreben, so im Süden der Leimersbach, auch Hallgartener Bach genannt, im Südwesten der Dornbach sowie der Pfingstbach. Die Quelle des Äpfelbachs liegt im Westen und die des Ernstbachs im Norden.

### Verlauf
Der Kisselbach hat auf dem ersten Kilometer von der Quelle durchschnittlich 15 Prozent Gefälle. Er fließt zunächst knapp vierhundert Meter in ostnordöstlicher Richtung in der Eintiefung zwischen der Kalten Herberge und der Hallgarter Zange durch Nadelwald und dann etwa dreihundert Meter durch Mischwald. Er überschreitet dort die Gemeindegrenze von Oestrich-Winkel nach Eltville am Rhein und tritt damit ein in die Waldgemarkung des Stadtteils Hattenheim. Der Bachlauf dreht dabei mehr und mehr nach rechts und läuft dann in fast östlicher Richtung in einer von Mischwald umfassten Laubwaldzunge südlich des Waldgewanns Betzenloch. Von hier ab – Kilometrierung 7,8 vor der Mündung – wird der Bach auf der linken Talseite von einem Forstweg begleitet, der vom Rheinhöhenweg aus der Nähe des  Erbacher Kopfs hierher hinunterführt. Nach Süden steigt der Wald schon 120 Höhenmeter zu dem auf dem östlichen Nebengipfel der Hallgarter Zange liegenden und gut 500 Meter entfernten Ringwall an, von dem vermutet wird, dass er eine Fluchtburg für das Kloster Eberbach gewesen sei. Der Bach zieht nun am südlichen Fuße des Erbacher Kopfs durch die Flur Kisselgrund und wird dann südlich der Flur Kisselrech auf seiner rechten Seite vom Wasser des Mönchbrunnens gespeist (km 6,6).
Etwas weiter abwärts biegt der Bach scharf nach Süd-Südosten ab und fließt bei km 6,1 an der 310 m hoch gelegenen Oberen Kisselmühle vorbei, die früher auch Oberkissel Mühle oder Hintere Kisselmühle genannt wurde. Gut einen halben Kilometer nordöstlich steht die auf der Naturdenkmalliste des Rheingau-Taunus-Kreises aufgeführte Förster-Müller-Eiche. Der Kisselbach zieht dann durch die Wiesenflur Kisselgrund westlich an dem kleinen mit Mischwald bewachsenen Hügel Kaisersköpfchen vorbei. Dort zweigt auf seiner rechten Seite ein Mühlkanal ab, der früher die Untere Kisselmühle, auch Niederkissel Mühle oder Vordere Kisselmühle genannt, antrieb. Diese liegt bei km 5,7 auf 260 m Höhe. Hier wechselt der den Bach begleitende Forstweg auf die rechte westliche Talseite. In den Gebäuden der im 12. Jahrhundert ursprünglich als „Außenhof“ zum Zisterzienserkloster Eberbach gehörende Mühle wurde seit 1995 ein Lama- und Kamelzuchtbetrieb mit etwa hundert Tieren aufgebaut. Kurz unterhalb der Mühle vereinigen sich die beiden Bacharme wieder.
Der Bach läuft nun fast südwärts am Westrand eines Mischwaldes durch die Flur Hinter dem Gaisgarten. Vom Kisselbach spaltet sich dort auf der rechten Seite ein weiterer Mühlgraben ab und die beiden Gewässer umfließen dann den mit einer Mauer umfriedeten Hof Gaisgarten (251 m) von rechts und links. Der noch innerhalb der abgesteinten Grenzen des Klosterbezirks Eberbach liegende Hof wurde ursprünglich im 12. Jahrhundert als Weberhaus errichtet. Die heutigen Gebäude und Mauern wurden überwiegend 1742 erbaut. In der Nähe des Hofes befinden sich Zeltlagerplätze. Unterhalb des Hofs verbindet ein Kanal den Mühlgraben mit dem Kisselbach.
Von km 5,0 bis 4,6 passiert der Kisselbach das Klosterareal unterirdisch in einem Entwässerungskanal aus dem 18. Jahrhundert. In der Nacht zum 26. April 2005 ließ ein Starkregenereignis den Oberlauf des Kisselbach über die Ufer treten. Der Entwässerungskanal konnte die Wassermassen nicht mehr fassen, stürzte neben dem Hospitalkeller ein und verstopfte. In der Folge wurden weite Teile der Klosteranlage überschwemmt und immense Schäden verursacht.
Mit Verlassen des ummauerten Klosterbezirks tritt der Kisselbach über in die Gemarkung des Stadtteils Erbach (Rheingau). Bei km 4,3 überquert ihn die Landesstraße 3320, die von Kiedrich kommend Kloster Eberbach für den Straßenverkehr erschließt und an der Steinbergkellerei der Hessische Staatsweingüter Kloster Eberbach vorbei wieder talwärts nach Hattenheim führt. Der Straßenverlauf am Kisselbach bildet die Grenze zwischen Waldgemarkung und Feldflur. Von jetzt ab bis zum Erreichen des Ortsrands von Erbach wird der Einzugsgebiet des Kisselbachs landwirtschaftlich genutzt. Die linke sonnenexponierte Talseite wird weit überwiegend als Rebfläche weinbaulich genutzt, die rechte schattenreichere Talseite weist sonstige acker- und gartenbauliche Nutzungen auf.
Links oberhalb von km 4,0 bis 3,5 am Waldrand liegt das weitläufige Eichberg-Klinikgelände. Bei km 3,3 quert der traditionell als „Neuhofer Weg“ bekannte Feldweg den Bach. Dieser verbindet Kiedrich mit der Domäne Neuhof und berührt dabei im linksseitigen Talgrund den „Wacholderhof“, einen Gutshof, der der benachbarten Klink angegliedert ist und unter anderem Schweinezucht betreibt. Bei km 2,3 gibt es eine weitere traditionsreiche Brücke über den Kisselbach, die schon auf einer Karte der Gemarkung von 1751 eingezeichnet ist. Der Weg über diese Brücke verbindet Kiedrich auf kürzestem Weg mit Hattenheim. Auf der linken Talseite wird der Bachlauf bis nach Erbach begleitet vom Bachhöller Weg als landwirtschaftlichem Wirtschaftsweg.
Eine letzte ganz moderne Querung des Bachs vor Beginn der Ortsbebauung ist bei km 1,4 der Staudamm eines Hochwasserrückhaltebeckens. Der Damm ist etwa 100 Meter lang und das Retentionsbecken reicht ungefähr 200 Meter bachaufwärts. Der Wirtschaftsweg über die Dammkrone liegt auf einer Höhe von 120 m. Errichtet wurde dieses Hochwasserschutzbauwerk nach der für Erbach tragischen Unwetter-Katastrophe vom 9. Mai 1990. Ein Starkregenereignis an diesem Tag ließ den Bach über die Ufer treten und riss in den angrenzenden Kleingärten alles in Ufernähe deponierte Material mit sich. Dadurch wurde am Ortseingang der Bacheinlauf in die Verrohrung mit Treibgut verstopft und das Wasser staute sich auf, bis es die gemauerten Einfriedungen der ersten Häuser in der Erbacher Ringstraße eindrückte und so mit einem Schwall die Keller der ersten Häuser flutete. Hier ertranken zwei Menschen. Im Weiteren schoss das Wasser durch Hausgärten und Straßen in den Ort. Namentlich die Eberbacher Straße, der Markt und die Marktstraße wurden so hoch überflutet, dass Autos mitgerissen und schließlich auf Blumenkübeln abgesetzt wurden.

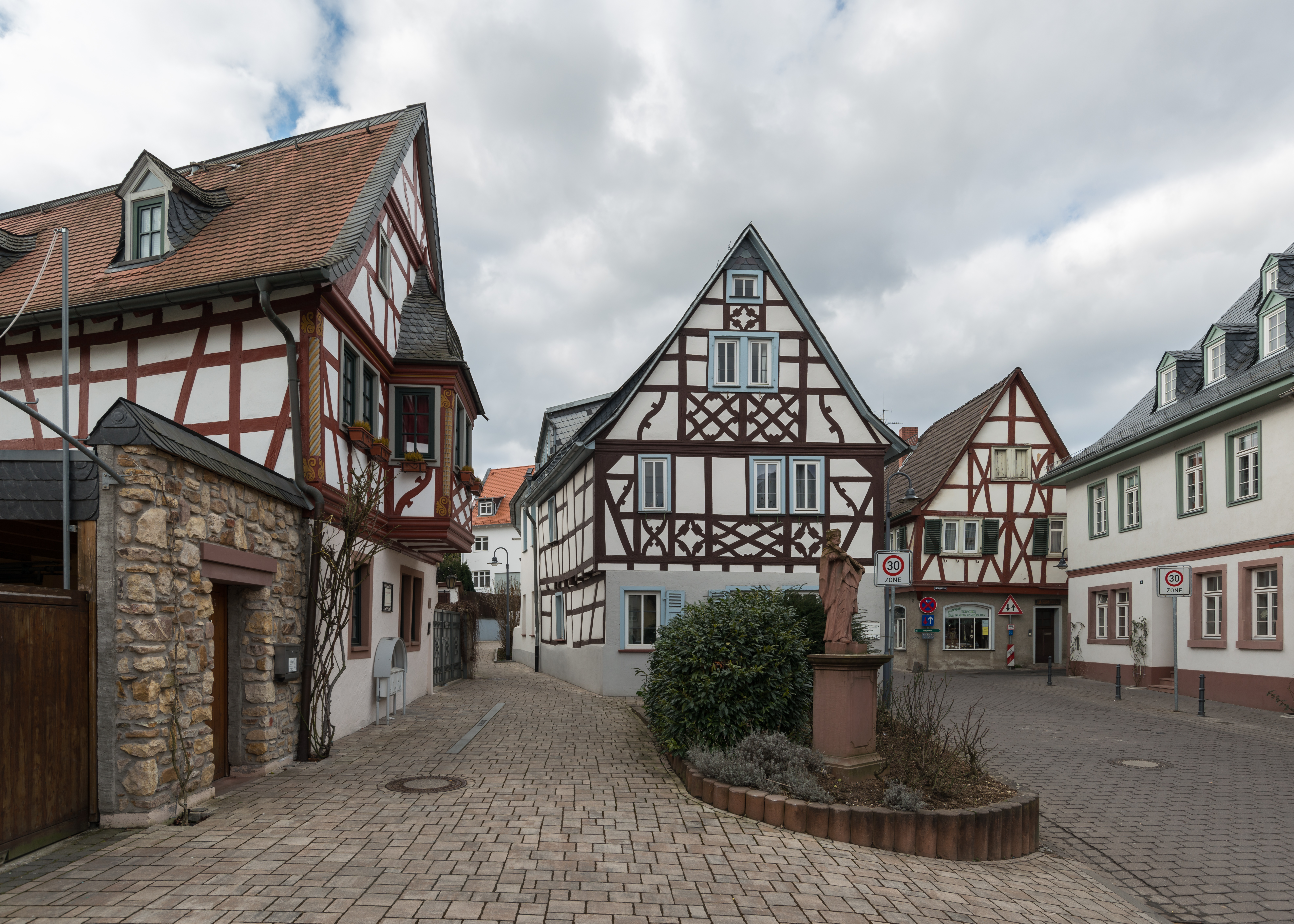
Kisselbachmarke links zwischen den Häusern Markt 15 und Markt 17

Die Kisselbach-Verrohrung vom Ortsrand bis zur Einmündung am rechten Rheinufer hat eine Länge von 700 Meter. Sie beginnt am Bolzplatz Bachhöller Weg, unterquert die Ringstraße, führt unter den Hausgärten zwischen Eberbacher Straße und Franseckystraße zum historischen Durchlass im Bahndamm der rechten Rheinstrecke. Sodann folgt der Kanal am Nepomukplatz der Franseckystraße bis zur Eberbacher Straße, wo sein Verlauf unter der westlichen Straßenseite durch Inschriften in der Gehweg-Pflasterung markiert ist, die bis zur Bushaltestelle am Markt reichen und einem etwa zweieinhalb Meter breiten Durchlass zwischen den Häusern Markt 15 und Markt 17 folgen.

### Nepomukplatz
Im Rahmen eines 2007 bis 2009 verwirklichten Dorferneuerungsprogramms wurde das Wasser des Kisselbachs in die Umgestaltung des Nepomukplatzes mit einbezogen. Symbolisch für den unterirdisch unter dem Platz kanalisierten Kisselbach wurde ein ca. 33 Meter langer künstlich sich über den Platz schlängelnder Wasserlauf geschaffen, gespeist aus Kisselbachwasser, das unter Nutzung von natürlichem Gefälle im Sockel einer Brunnenplastik des Johannes von Nepomuk zutage tritt. Kurz vor der Einleitung in den Untergrund in einem Einlaufbecken wurden neben dem Wasserlauf Bronzeplastiken aufgestellt, zwei Erdbeeren, ein Erdbeerblütenstecher und eine Erdbeerpflanze, die auf die historische Bedeutung des Erdbeeranbaus in Erbach hinweisen. Sie sind ähnlich wie der Entenbrunnen in Eltville auch für das Spiel von Kindern gedacht.

### Naturräume
Der Kisselbach entspringt im Naturraum Rheingaugebirge, berührt dann kurz den östlichen Teil des Naturraums Rheingau-Vortaunus und wechselt danach in den Naturraum Rheingau, womit er sich gleichzeitig vom Taunus verabschiedet und das Rhein-Main-Tiefland betritt.

### Einzugsgebiet
Das 10,59 km große Einzugsgebiet des Kisselbachs erstreckt sich naturräumlich vom Rheingaugebirge (301.1) über den Rheingau (236) bis zur Ingelheimer Rheinebene (237). Es wird durch ihn über den Rhein zur Nordsee entwässert.
Es grenzt
- im Nordosten und Osten an das des Kiedricher Bachs, der in den Rhein mündet
- im Westen an das des Rheinzuflusses Hallgartener Bach
- im Nordwesten an das des Ernstbachs, der in den Rheinzufluss Wisper mündet
- und im Norden an das des Gladbachs, der ebenfalls in die Wisper mündet.

Das Einzugsgebiet im Bereich des Oberlaufs ist bewaldet, der Mündungsbereich befindet sich in der Ortslage von Erbach, ansonsten dominieren Weinanbauflächen. In der Bachaue kommen auch Acker- und Grünland vor.
Die höchste Erhebung ist die Kalte Herberge mit 619 m ü. NHN im Nordwesten des Einzugsgebiets.